# Paul Harris (cestista)
Paul Harris (Niagara Falls, 15 ottobre 1986) è un cestista statunitense.